# Falange proximal
1) As falanges proximais (Ou petcheca) são as falanges que se articulam com os ossos metacarpais e as falanges médias.
2) As falanges proximais se articulam com o metacarpo (a articulação desta extremidade é um pouco maior, comparada a da outra extremidade da falange), e se articulam também com a falange media (articulação é menor).
3) Possui base, diáfise ou corpo e cabeça., tróclea da cabeça.
4) A face anterior é convexa e a face posterior é concava.
5) Não tem como identificar de qual dedo que é a falange proximal (segundo informação do professor).
6) Cartilagem glenoidea (que une falange com metacarpo).
7) São conhecidas popularmente como petcheca, no Brasil, por conta de sua posição inferior e pouco acessível em relação as outra partes